# Loud (groupe)
Pour les articles homonymes, voir Loud.
Loud (stylisé LOUD) est un groupe israélien de musique électronique, originaire d'Haïfa. Composé de Kobi Toledano et Eitan Reiter (en), Loud est décrit par la presse spécialisée comme « l'un des groupes les plus chauds et intéressants de la scène trance mondiale aujourd'hui ». 

## Histoire
Kobi Toledano et Eitan Reiter produisent ensemble de la musique électronique depuis 2006. En 2009, le groupe est invité par le BPM College - l'institut leader en Israël pour les études de production sonore et musicale - à diriger un atelier d'artistes. Le succès de l'atelier conduit à une relation continue avec le BPM Colege. En 2011, le groupe signe avec le label britannique et sud-africain Nano Records, et sort depuis plusieurs enregistrements. 
LOUD a collaboré, remixé et été remixé par de nombreux artistes, dont Simon Posford, Art of Trance, Union Jack, Dr. Motte (fondateur de la Love Parade de Berlin), Sebastian Mullaert, Infected Mushroom, J.Viewz, Bluetech, Son Kite, Astrix, Perfect Stranger, Shulman, Prometheus et Ace Ventura. 
En 2013, Loud accompagne BPM dans le développement de son projet BPM Remixed, et le succès de cette collaboration a conduit à d'autres projets similaires. 

## Festivals
Loud a joué dans presque tous les pays accueillant de la musique électronique. Parmi leurs performances internationales, figurent (Highlights - 2013-2014) : 
- Symbiosis Gathering (US)[4]
- Boom Festival (Portugal)[5]
- Urban Art Forms (Autriche),
- Universo Parallelo (Brésil),
- Earth Dance (Afrique du Sud)[6],[7],
- Rainbow Serpent (Australie)[8],
- Matreia Festival (Australie),
- Glade Festival (Royaume-Uni),
- XXXperience (Brésil),
- Ozora Festival (Hongrie)[9]
- Festival d'Antaris (Allemagne),
- Hadra Festival (France),
- Time and Space (Mexique),
- Luminate (Nouvelle-Zélande),
- GeoParadise (Panama),
- Electrance Festival (Brésil),
- Amazon Halloween Ritual (Canada),
- Sunburn Festival (Inde),
- Origin Festival (Afrique du Sud),
- Groove Attack (Israël),
- Festival SoulVision (Brésil),
- Festival World Trance (France),
- Funjoya (Israël),
- Atmosphere Festival (Israël),
- Spirit Base Festival (Allemagne),
- Burning Man Art and Music Festival (États-Unis),
- Harvest Festival (Canada),
- UNITY Festival (Israël),
- Neverland Festival (Israël),
- Tribaltech Festival (Israël),
- Revolution9 (Pakistan) ,
- BAT (Argentine),
- Psytronic Festival (Brésil),
- Equilibrium Festival (Brésil),
- Fantastic Festival (Mexique),
- Normafa NYE (Hongrie),
- Galaxy Evolution (Inde),
- Hilltop Festival (Inde).

## Membres
- Eitan Reiter, né le 3 décembre 1982 à Haïfa, fils d'un guitariste classique. Fasciné par les sons des synthétiseurs, il a commencé à faire de la musique sur son ordinateur à 16 ans, en utilisant Impulse Tracker[10].

- Kobi Toledano, né le 1er décembre 1976. Intéressé dès sa jeunesse par les appareils électroniques qu'il démontait et remontait, Kobi a travaillé pendant des années dans un studio d'enregistrement gérant et produisant de jeunes artistes. Il a découvert la musique transe et la musique psychédélique lors de rave parties au début des années 1990, dans les forêts du nord d'Israël[11]. Kobi est diplômé d'une grande école d'ingénieur du son de Galilée, dans le nord d'Israël, et a été le producteur de quelques groupes psychédéliques.

## Discographie
Sauf mention contraire, tous les morceaux cités ont été écrits et produits par Kobi Toledano et Eitan Reiter.

### Singles et EP
- 2009 : Digital Hippie (Drive Records)
- 2010 : 1/3 (Drive Records)
- 2010 : Engines on (remix Perfect Stranger) (Digital Structures)
- 2011 : People Music Money Drugs (HOMmega HD)
- 2013 : Genetic Lottery (HOMmega HD)
- 2014 : Moroccan Roll (Platipus Music)

### Apparitions
- Beautiful Day : Divers - Enemies & Allies
- Humeur élastique : Astralex - 24/7
- Small Talk : Various - Return Of The Boom Shanti - Trinity Series Vol. 1
- Machines : DJ Ayawaska - The Ayahuaska Experience
- Tiny Noise Point : Divers - Desertdust
- Warzone : Divers - Darklines
- Grind (rmx) : Elyxir et Inner-G - Sunrise
- Gogo : Divers - Goa Love Vol. 1
- Betone (version 2005) : Nitro & U-Recken - Soul Anatomy
- Gogo : Divers - Absolute Trancelucent
- Beautiful Day (remix) : Xerox - Eruption
- DMT Server : Divers - Goa Trance Missions Volume 6
- Subinya (remix Perfect Stranger) : DJ Gino - Chacruna
- Small Talk 2009 : DJ Bog & DJ Solly - The Union
- Past Progressive : K-Isuma - Fullon Dreams
- Teleport : Divers - Israliens V.6 - Close Trance Encounters
- Old Faces : XSI - Universal Religion
- Pink Noize : Divers - Blacklite Tubes
- Dustortion : Divers - Set : 12 - Iboga Trance Classics
- Pigz Don't Give A Damn : Divers - Fractal Nature Vol. 1
- Réseau : Easy Riders - New Order 3
- Tales From The Loudmobile (Broken Toy rmx) : Regan - Origin Four
- Enlightment (Oforia remix) : Divers - Flight 604
- Motorcycle From Hell : Driss - Resistrance
- Engines On (remix muet) : Funk Truck - Reconnexion
- Distortion: Liquid Soul - Groove Attack
- Dustortion (remix Perfect Stranger) : Banel - 25 DJ Anniversary
- Sundance (remix Perfect Stranger 2012) : Divers - Set : 17 - Iboga Trance Classics
- If... : Raja Ram - Pipe Dreams Volume 02 de Raja Ram
- Dr. Who (remix de headroom) : Captain Hook - Best Of My Sets vol 09
- Loose Senses (Mr. What? remix) : Mr. What? – Best Of My Sets Vol 13
- Moroccan Roll (mix original) : Divers - Flight 604 II
- Walk The Plank (Logica remix) : Gaudium - Best Of My Sets Vol 10
- Dr Who (Remix Headroom) : Divers - Set: 20 - Iboga Trance Classics
- Dustortion (remix Suntree & Antigravity) : Egorythmia & DJ Bim - Goa Culture XIII
- Zapped : Ace Ventura - Goa Session Galaxy Evolution, Goa, Morjim Plateau

### Collaborations et projets parallèles

#### Kobi Toledano
- Avec Samuel Wallerstein (alias ON3) : Chain Reaction

#### Eitan Reiter
- Avec Sebastian Mullaert (alias Minilogue) : Eitan Reiter & Sebastian Mullaert[17]
- Avec Avishay Balter (alias A. Balter) : Eitan Reiter & A. Balter[18]
- Avec Nadav Katz (alias Cuts) : Unoccupied[19]
- Agissant aussi dans son propre projet sous le nom d'Eitan Reiter[20]

## Clips
- 2012 : Loud and Shulman - If... (Oron Aiche)
- 2012 : Loud - DR. OMS (Oron Aiche)
- 2012 : Loud - Perpetuum Mobile (Oron Aiche)
- 2012 : Loud - Solid (Loud)
- 2012 : Loud - Shores of Titans (Oron Aiche)
- 2012 : Loud - Triceratops (Oron Aiche)
- 2012 : Loud - Station 42  (Oron Aiche)
- 2013 : Loud - Doco (Ben Kirschenbaum)